# هالی لیک رنچ (تگزاس)
هالی لیک رنچ (به انگلیسی: Holly Lake Ranch) یک منطقهٔ مسکونی در ایالات متحده آمریکا است که در شهرستان وود، تگزاس واقع شده‌است. هالی لیک رنچ ۲٬۷۷۴ نفر جمعیت دارد.